# Станиславовка (Житомирская область)
Станиславовка (укр. Станіславівка) — село на Украине, основано в 1896 году, находится в Романовском районе Житомирской области.
Население по переписи 2001 года составляет 219 человек. Почтовый индекс — 13022. Телефонный код — 4146. Занимает площадь 96,7 км².

## Адрес местного совета
13021, Житомирская область, Романовский р-н, с.Карвиновка